# United States Army Command and General Staff College
United States Army Command and General Staff College (CGSC, dawniej USACGSC) w Fort Leavenworth w stanie Kansas – szkoła wyższa prowadząca zajęcia podyplomowe dla oficerów United States Army i innych siostrzanych broni, jak również oficerów z zagranicy. Uczelnia została założona w roku 1881 przez gen. Williama Tecumseha Shermana jako „szkoła piechoty i kawalerii” (ang. Infantry and Cavalry School). Szkoła powstała na podstawie Generalnych Wytycznych Departamentu Wojny z 7 maja 1881 roku, zgodnie z którymi generał dowodzący Departamentem Missouri winien jak najszybciej założyć w Fort Leavenworth szkołę dla oficerów piechoty i kawalerii na wzór już działającej szkoły artylerii. W roku 1907 zmieniono nazwę na School of the Line. Program zajęć ulegał zmianie na podstawie doświadczeń, jakie niosły ze sobą I i II wojna światowa, wojna koreańska i wietnamska oraz wszystkie inne konfliktu zbrojne, łącznie z trwającymi współcześnie.
Obok głównego kampusu w Fort Leavenworth, uczelnia posiada filie w Fort Belvoir i Fort Lee w Wirginii, Fort Gordon w Georgii i w Redstone Arsenal w Alabamie. Głównym zadaniem CGSC jest kształcenie i przygotowywanie przyszłych przywódców wojskowych do wszelkiego rodzaju działań, także w ramach wielonarodowych sił zbrojnych, jak również doskonalenie dowódców armii i zapoznawanie ich z najnowszymi osiągnięciami wymaganymi na współczesnym polu walki.

## Absolwenci
- Omar Bradley (1929)
- Simon Bolivar Buckner Jr. (1928)
- Mark Wayne Clark (1935)
- Robert Eichelberger (1929)
- Dwight Eisenhower (1925–26)
- Oscar Griswold (1925)
- Courtney Hodges (1925)
- Douglas MacArthur (1912)
- George Marshall (1907)
- Troy Middleton (1924)
- George Patton (1924)
- David Petraeus (1983)
- Colin Powell (1968)
- Walter Bedell Smith (1935)
- Carl Andrew Spaatz (1936)
- Joseph Stilwell (1926)
- Hoyt Vandenberg (1936)